# Mauro Bellugi
Mauro Bellugi (* 7. Februar 1950 in Buonconvento, Provinz Siena, Italien; † 20. Februar 2021 in Mailand) war ein italienischer Fußballspieler.

## Karriere
Mauro Bellugi begann seine Karriere in der Jugend von Inter Mailand, wo er 1969 in die erste Mannschaft kam. Sein Debüt in der Serie A gab er am 21. September 1969 beim 2:1-Auswärtssieg in Palermo. In 137 Serie-A-Spielen für die Nerazzuri konnte er ein Tor erzielen. 1970/71 gewann er den italienischen Meistertitel mit dem Team. In der folgenden Spielzeit erreichte er mit Inter das Finale im Europapokal der Landesmeister, das man gegen Ajax Amsterdam mit 0:2 verlor. 1974 wechselte Bellugi zum FC Bologna, der ein Jahr vor dem Wechsel italienischer Pokalsieger geworden war. In vier Jahren Bologna konnte Bellugi keinen Titel erringen. 1979 wechselte er für ein Jahr zur SSC Neapel und später zum Aufsteiger AC Pistoiese. Das Team stieg sofort wieder ab und Bellugi beendete als 31-Jähriger seine Karriere.
International spielte Mauro Bellugi 32 Mal für Italien, er erzielte dabei keine Treffer. Sein Debüt gab er am 7. Oktober 1972 gegen Luxemburg. Bellugi nahm an der Fußball-Weltmeisterschaft 1974 in Deutschland teil, wobei er allerdings nicht zum Einsatz kam. Die Squadra Azzurra schied als Gruppendritter in der Vorrunde aus. Bei der Weltmeisterschaft 1978 in Argentinien wurde er fünfmal eingesetzt und wurde mit der Nationalmannschaft Vierter des Turniers. Seinen letzten großen Auftritt hatte der Mittelfeldspieler bei der Fußball-Europameisterschaft 1980 in der Heimat. Dort wurde er mit Italien ebenfalls Vierter.
Mauro Bellugi mussten im Alter von 70 Jahren beide Beine infolge einer SARS-CoV-2-Infektion amputiert werden. Er starb wenige Wochen später.

## Erfolge
- Italienischer Meister 1970/71